# لطیف کاشیگر
لطیف کاشیگر (متولد ۱۳۰۸) پژوهشگر ایرانی، عضو فرهنگستان زبان و ادب فارسی و از پیشکسوتان حوزه نشر و پژوهش در حوزه فیزیک است. 
کاشیگر دارای دکترای ژئوفیزیک از دانشگاه استراسبورگ در ۱۳۴۸ است.
او برای تألیف کتاب فرهنگ فیزیک و ترجمهٔ کتاب‌های فیزیک عمومی: مکانیک و سیارهٔ ما زمین سه بار برندهٔ کتاب سال ایران شد.
او پدر مدیا کاشیگر است.

## آثار
- فرهنگ فیزیک
- فیزیک عمومی: مکانیک
- سیارهٔ ما زمین